# Felix Baldauf
Felix Baldauf (* 22. října 1994 Köthen, Německo) je norský zápasník klasik německého původu. Vyrůstal v Kristiansundu, kde začínal se zápasením v klubu Idrettslaget Braatt. Vrcholově se připravuje v Oslu. V norské reprezentaci spolupracoval s Jimmy Lidberga a od roku 2017 s Ari Härkänenem.